# Arrate
Arrate es un monte que está situado sobre la ciudad de Éibar (Guipúzcoa), en el País Vasco (España), y enmarcado en el extremo occidental de su territorio municipal. Cuenta con una altitud de 531 metros.
El origen etimológico de "arrate" tiene varias hipótesis, una de ellas apunta a que podría proceder de la  arr(i) (en castellano piedra) y ate (que significa, desfiladero, paso o puerto de montaña) por lo que su nombre significa 'puerto de la piedra'. Otra hipótesis señala que podría proceder de arr(i) (piedra) y arte (entre), por lo que su nombre significa 'entre piedras'
Junto a la cima, coronada por una gran cruz de piedra, hay una zona de recreo que rodea el Santuario de la Virgen de Arrate, que alberga a la patrona de Éibar. La zona de esparcimiento tiene, además de los consabidos asadores y mesas, varios bares y restaurantes, así como un hotel de dos estrellas e instalaciones de tiro de pichón y al plato, y una colonia para niños en cuyas instalaciones se ha instalado el Centro de Interpretación de la Guerra Civil en Éibar; todo ello rodeado de un bosque de hayas mochadas.

## El monte
Arrate forma parte del macizo que conforman el monte Urko (794 m) y Kalamua o Max (768 m). Se sitúa en la parte más occidental del mismo, y, junto con Akondia (Arrikurutz), forma un espacio natural muy propicio para el senderismo.
Domina los valles del río Deva y del río Ego, y es un balcón natural sobre Éibar.
En torno a Arrate se organizan varios eventos deportivos; destaca la Subida Ciclista a Arrate y la subida automovilista. La Subida Ciclista a Arrate siempre ha gozado de muy buena reputación dentro del ciclismo vasco y español.

## La cruz
Desde 1652 corona la cima de este promontorio herboso una gran cruz de piedra rodeada por 3 escalones. Existe la tradición que para encontrar pareja hay que dar tres vueltas a la cruz y rezar tres Credos. 
Una vieja copla hace referencia a esta creencia, dice así: 

Arrateko bidean

Azitain aldean
 harrizko gurutze bat
 dago antzinatik. Han Kredo bat, han kredo bi,
 nahi duenak hamabi.
 Laguna topatzeko
 ez da gauza hoberik.

(En el camino a Arrate, por la parte de Azitain hay una cruz de piedra desde hace mucho tiempo. Allí, un Credo, dos Credos, el que quiera doce. No hay nada mejor para encontrar compañía).

Justamente debajo de la cruz se ha localizado una "fuente ciega" prehistórica que tiene relación con los solsticios.
Cerca de la cruz está el buzón de la cima y una placa que conmemora la primera vez que un vehículo automóvil rodeo la misma en 1924.

## Santuario de la Virgen de Arrate

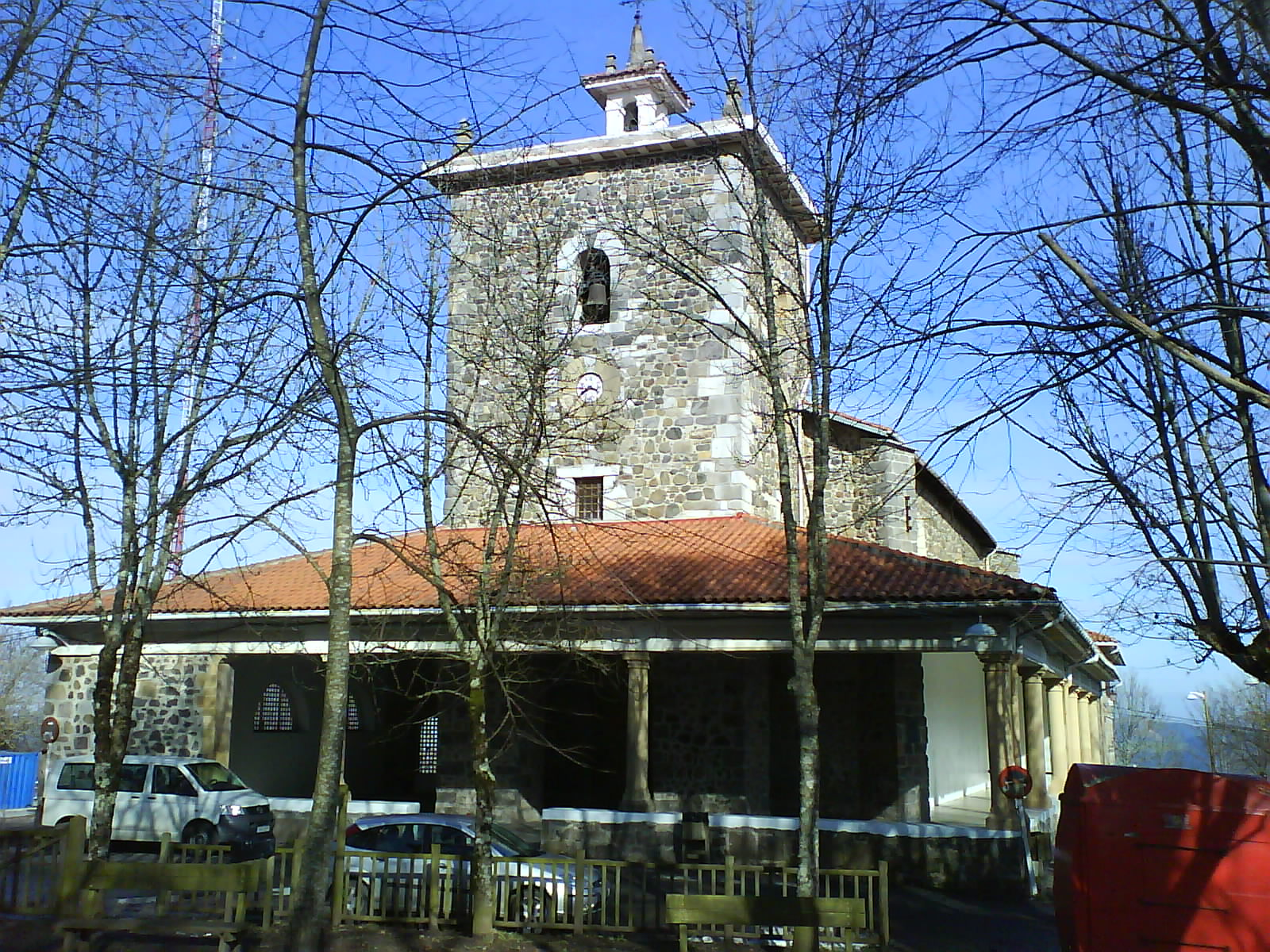
Santuario de la virgen de Arrate.

En las inmediaciones de la cumbre se ubica el Santuario de la Virgen de Arrate. Las primeras noticias documentadas sobre el mismo son de 1498. En su interior se venera una imagen de la Virgen de principios del siglo XIV o finales del XIV, cuyo estilo corresponde a la transición románico-gótica.
El actual santuario se remonta a principios del siglo XVII. Consta de una única nave rectangular cubierta por una bóveda artesonada de madera. La entrada a la nave está protegida por una verja de hierro barroca. En el altar mayor, la imagen de la virgen ocupa la parte central enmarcada por cuatro columnas salomónicas, y entre ellas, a los lados de la virgen, hay cuatro cuadros del ilustre pintor eibarrés Ignacio Zuloaga. Sobre la virgen hay una pintura mural renacentista que hace de fondo a un crucifijo.
La devoción a la Virgen de Arrate está muy extendida. Su fiesta, que se celebra el 8 de septiembre, se ha convertido un acto muy popular entre los habitantes de Éibar. El programa de fiestas incluye, además de los actos religiosos, conciertos de rock, concursos de bailes típicos (baile "al suelto"), pruebas de deporte rural vasco, alarde de danzas vascas, concursos de bersolaris, etc. El fin de semana siguiente se realiza la repetición de las fiestas. La afluencia de gente suele ser muy alta.
El 25 de abril de 1928, Pío XI proclamó a la Virgen de Arrate patrona de Éibar, y el 18 de marzo del año siguiente decretaron la coronación de la Virgen. La Virgen de Arrate es la patrona de los txistularis desde 1927. Esta virgen es la única imagen anterior al siglo XVI que lleva la advocación de la Concepción.

## Ocio

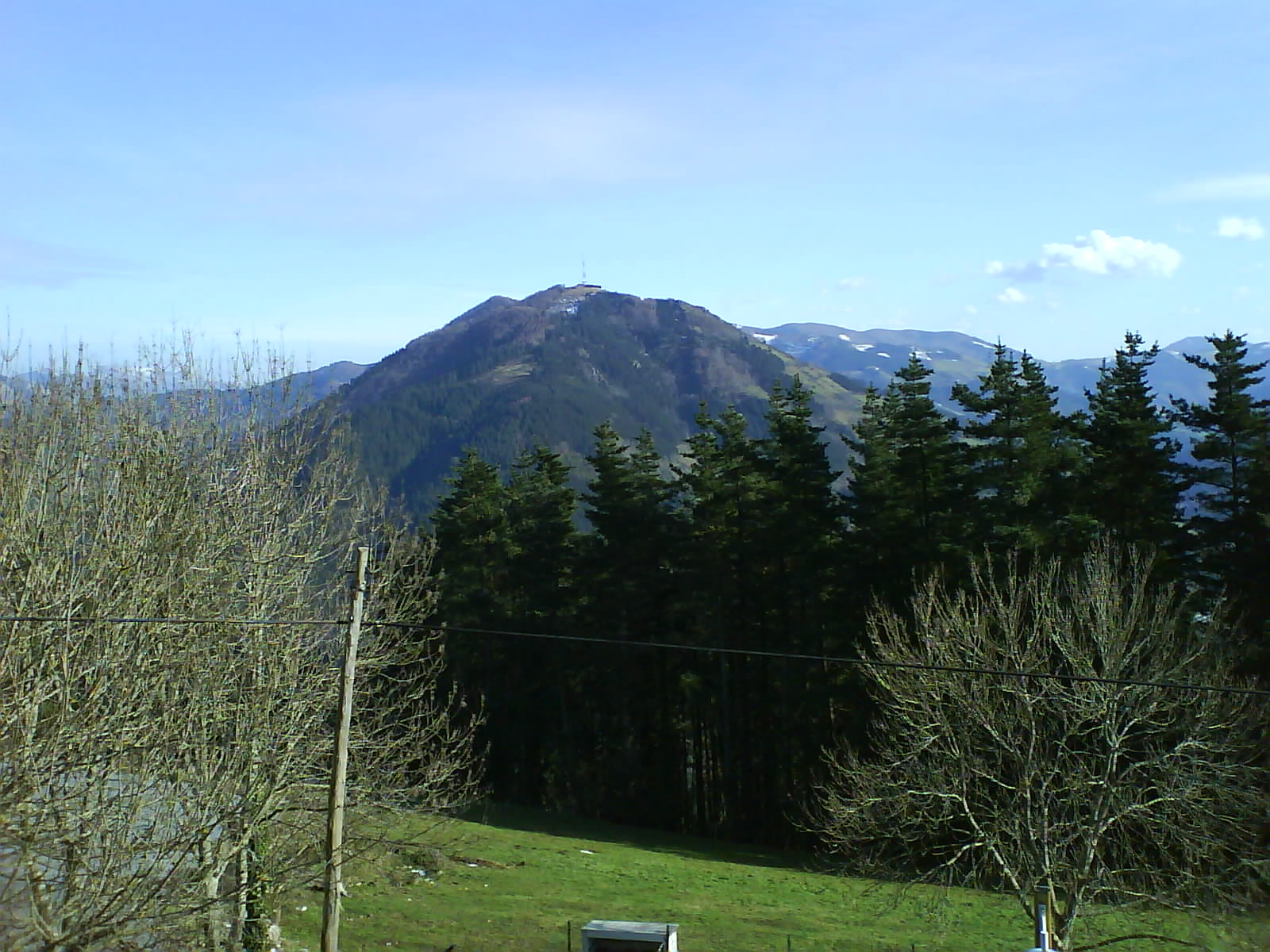
Vista del monte Karakate, Guipúzcoa, País Vasco, España.

En el año 2014 Arrate se destaca como un lugar de ocio, que junto a los espacios de Kalamuna, Akondia e Ixua conforman una amplia zona de esparcimiento con varios establecimientos hosteleros como el restaurante Kantabria, el denominado Tiro-Pichón, por encontrarse ahí un campo dedicado a esta competición, con restaurante y bar. Ya desde 1508 funcionó en Éibar un hospital de peregrinos que usaba el nombre de "Cofradía de Nuestra Señora de Arrate". En 1836 la desamortización de Mendizábal expropia y vende un edificio adosado en un lateral del templo que servía de  hostería donde también se atendía a los peregrinos que iban camino de Santiago, que pasó a ser el caserío  Partxua que se derribó en las obras reforma del santuario de 1973.

### Centro de Interpretación de la Guerra Civil en Éibar
En septiembre de 1936, tras el fallido golpe de Estado del 18 de julio de 1936 y la posterior escalada bélica, el Frente del Norte, se detuvo justo en los montes que rodean Éibar, de tal forma que dejaban al industrioso núcleo urbano al fondo de un valle rodeado por los insurrectos a la legalidad de la república. Éibar era una ciudad relevante, por su importancia industrial y por su significado. Cuna de la II República Española, llamada "Capital del socialismo vasco", era toda la ciudad un taller de armas. Aunque la industria fue evacuada a lugares más seguros, así como buena parte de la población civil, su simbología se mantuvo viva.  La pretensión del general Mola de tomar Madrid hizo que se detuviera el frente norte dejando a Éibar en la línea del frente durante siete meses.
Las cumbres de los montes que rodean la ciudad por su parte oeste Karakate, Arrate, Kalamua, Urko y Akondia quedaron en manos de los facciosos, mientras que las tropas leales, conformadas por milicias y batallones de corte político, alzaron una línea defensiva a lo largo de sus laderas. La situación se mantuvo hasta finales de abril, el 25 de abril caía la ciudad en manos facciosas, que el frente se rompió y avanzó rápido por Vizcaya.
Con el objetivo de poner en valor y de dar a conocer estos hechos se creó, por parte del ayuntamiento de Éibar, el Centro de Interpretación de la Guerra Civil en Éibar que se complementa con un recorrido por los restos de la línea del frente en las laderas de Kalamua y Akondia debidamente documentado.
El Centro de Interpretación se ubica en los locales de las antiguas colonias de Arrate, frente al santuario del mismo nombre, y recoge una serie de elementos bélicos, armas, pertrechos, munición... maniquís ataviados con uniformes militares de los dos bandos, maquetas, paneles explicativos y un audiovisual que exponen y explican las características del lugar y lo que allí sucedió durante el tiempo que fue línea de frente, así como el contexto anterior y posterior a esos hechos.
- Audiovisual del Centro de Interpretación de la Guerra Civil de Éibar

## Rutas de ascenso
Por la carretera
Bien desde el cruce de Amaña con Legarre y la variante, o desde la salida de la variante en Itzio, enlazamos la carretera GI-3950 hasta el cruce de Ixua y Markina, donde seguiremos por la GI-3301, que nos dejará en el santuario de Arrate en unos 30 minutos desde que hemos salido.
Desde Éibar Acitain (los pasos de la Virgen)
Saliendo de la iglesia de Acitain llegamos a la rotonda que ordena el tráfico en ese punto y al lado de la entrada al polígono industrial está el primer cartel indicativo del camino a seguir. Emprendemos la ruta internándonos en el polígono y yendo hacia la derecha; solo nos queda seguir las marcas y realizar las paradas en cada una de las estaciones marcadas. En esta ruta hay tres humilladeros o Santutxus, pequeñas construcciones dedicadas a la virgen o a algún santo, desde Acitain encontramos el primero de ellos nada más pasar el caserío de Sumendiagagoikua, poco antes de llegar al bar Asolaberri bolotokia. poco más arriba encontramos el segundo Santutxu,  Lezeta Abeletxe poco después del caserío del mismo nombre. El tercero, ya a espaldas de la cruz, es el Pagua-Abeletxe, cerca de la  fuente Zestero-iturri antes de llegar al caserío que le da nombre.
Desde Éibar por Orbe
Partiendo desde el mismo punto que la anterior ruta, coger el camino que pasa al lado el colegio de "la Salle" y subir por la derecha de la vaguada en donde se asienta el polígono industrial. Siguiendo las marcas llegamos a la campa en una hora.
Desde Éibar por Santa Cruz
Bien desde la variante o desde el barrio de Matsaria, emprendemos la subida por el paraje conocido como Urkusuegui y popularmente llamado "monte pedrito", hasta llegar a las ruinas de las antiguas escuelas rurales del barrio de Santa Cruz. Un poco más arriba divisamos la ermita de Santa Cruz, que ya queda cercana a la carretera, que tendremos que seguir hasta Arrate.

## Pruebas deportivas

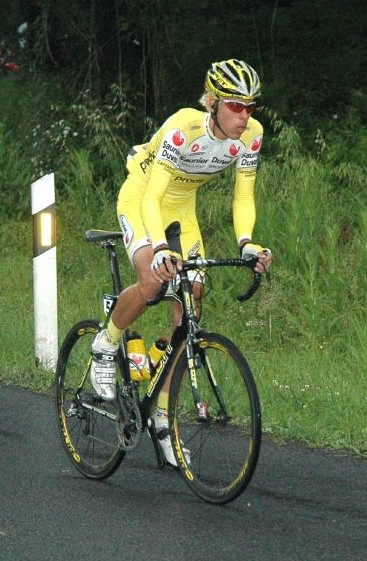
Arkaitz Durán durante la competición Euskal Bizikleta 2007, a su paso por Éibar.

- Antiguamente se celebraba una carrera contrarreloj individual con ciclistas de primer nivel a Arrate. Luego pasó a ser una carrera por etapas llamada la Bicicleta Eibarresa, organizada por el Club Ciclista Eibarrés y el Club Deportivo Éibar cuya última etapa terminaba en Arrate, que posteriormente se convirtió en Euskal Bizikleta, organizada por el club del mismo nombre. Finalmente integrándose en la Vuelta al País Vasco como tercera o cuarta etapa.
- Arrate ha sido varias veces fin de etapa en la Vuelta a España.].[8][9]
- Rally, subida a Arrate.
- El día de la festividad de la Virgen, el 8 de septiembre, así como el 15 de mayo (San Isidro, patrón del labrador) se celebra deporte rural vasco. Pruebas como Levantamiento de piedra, Corte de troncos, Arrastre de bueyes, etc

## Accidentes
El 12 de marzo de 2009 explosionó un obús que databa de la Guerra Civil. Las dos personas que estaban manipulando el proyectil sufrieron graves quemaduras.